# Yamaha 350cc-racers 1973-1982
De Yamaha 350cc-racers 1973-1982 vormen een serie 350cc-wegrace-motorfietsen die door het merk Yamaha in de jaren zeventig en -tachtig werden ingezet in wegraces. Het waren in principe productieracers, die voor iedereen te koop waren, maar in sommige gevallen kregen coureurs toch steun en speciale motorfietsen van de fabriek.

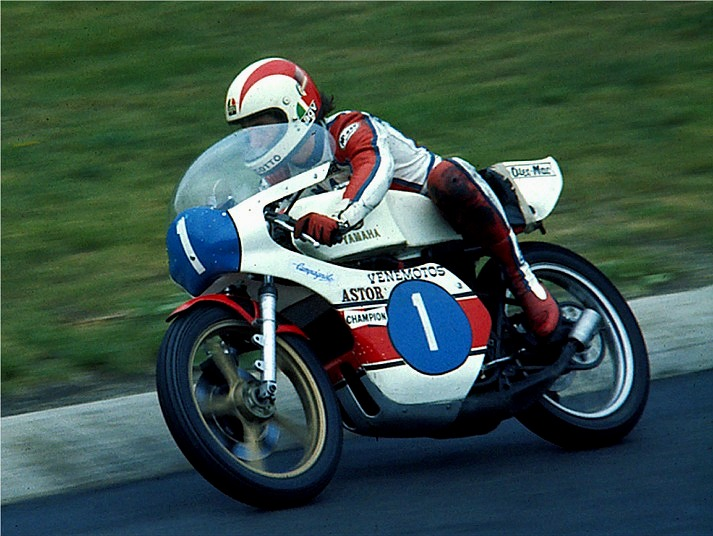
Johnny Cecotto (Yamaha OW 16) in 1976

## Voorgeschiedenis
Yamaha bracht in het seizoen 1969 de 350cc-TR 2 uit, nadat het al vanaf het begin van de jaren zestig actief was geweest in de 125- en de 250cc-klasse. Deze TR 2 was een luchtgekoelde tweecilinder die nog erg dicht aanleunde tegen de straatmotorfiets YR 3. De machine was meteen succesvol: Giuseppe Visenzi en Rodney Gould presteerden er goed mee en Yamaha werd achter MV Agusta tweede in het constructeurskampioenschap. In het seizoen 1970 kregen Gould en Kent Andersson machines van de fabriek, die gebruikt werden om steeds nieuwe ontwikkelingen te beproeven. De MV Agusta 350 4C en de Benelli 350 4C waren nog te sterk, maar het ontwikkelingswerk resulteerde in de vernieuwde Yamaha TR 2 B, die in het seizoen 1971 te koop kwam, én in een nieuwe fabrieksracer, de Yamaha YZ 631 met een elektronische (CDI) ontsteking. In dat jaar was Giacomo Agostini met de MV Agusta nog steeds niet te verslaan, maar achter hem eindigden niet minder dan elf Yamaha's in het wereldkampioenschap. In het seizoen 1972 had Yamaha een uitgebreid fabrieksteam, dat deels uitkwam met de vernieuwde Yamaha TR 3, maar Hideo Kanaya en Jarno Saarinen kregen een speciale machine, de Yamaha YZ 634, die nu waterkoeling had. Saarinen eindigde als tweede in het wereldkampioenschap wegrace. Ruim 80% van de coureurs die in het 350cc-wereldkampioenschap punten scoorden deden dat met een Yamaha. Zelfs in de 500cc-klasse deden de lichte Yamaha's het goed. Als ze tot 354 cc opgeboord werden mochten ze in die klasse starten en Bruno Kneubühler en Rodney Gould eindigden op die manier als derde en vierde in het 500cc-kampioenschap.

## 1973: Yamaha TZ 350 A

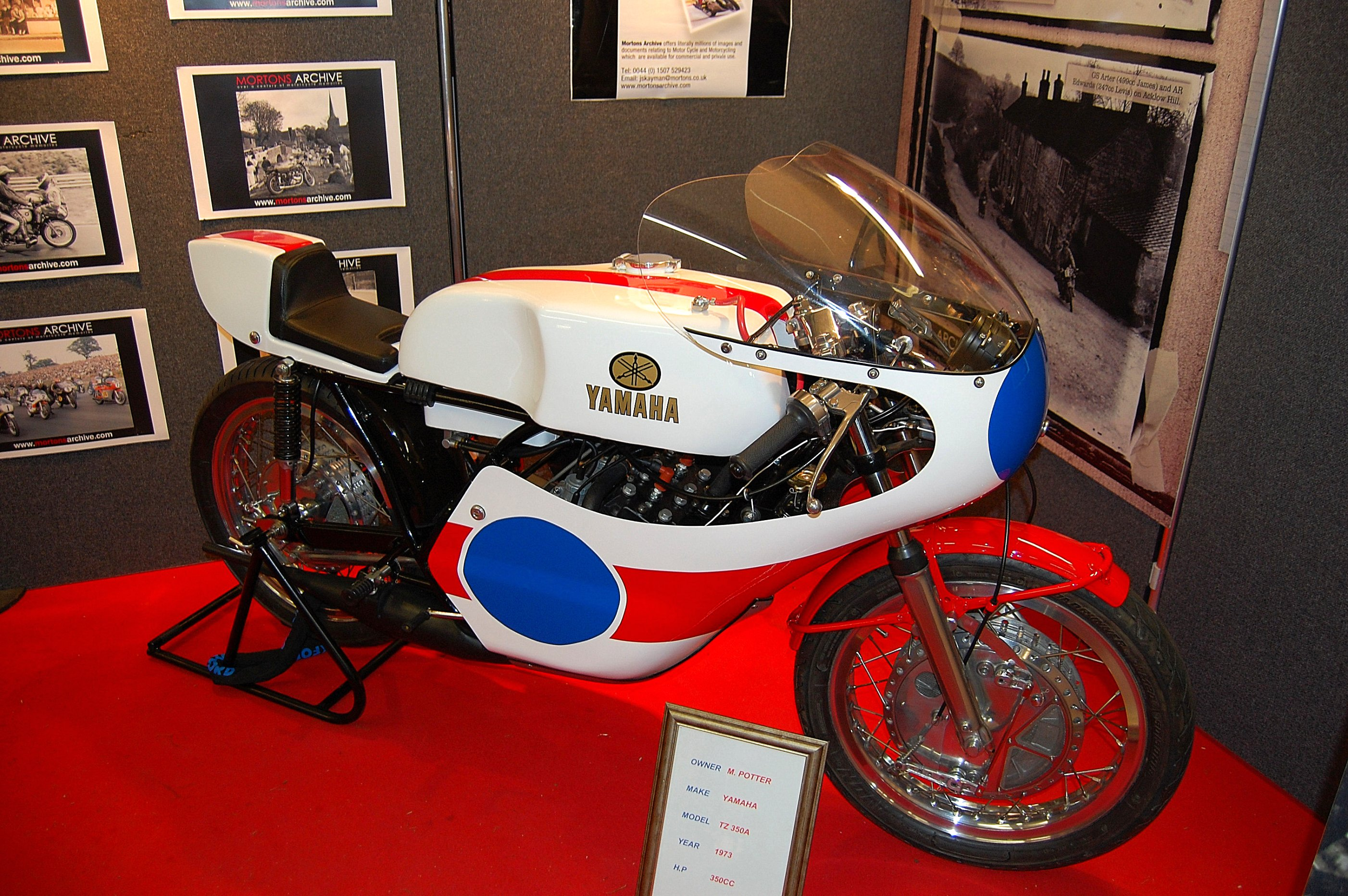
Yamaha TZ 350 A

De TZ 350-productieracer verschilde nog niet veel van zijn voorganger, de TR 3. Boring en slag waren identiek en er waren ook nog steeds trommelremmen toegepast, evenals de dubbele achtervering. De belangrijkste veranderingen waren een andere samenstelling van de cilindervoeringen en de gewijzigde spoelpoorten van de cilinders. De Hitachi-CDI-ontsteking had een vaste vervroeging. Het eerste succes voor de TZ 350 kwam tijdens de Daytona 200 van 1973. Teammanager Kel Carruthers kreeg twee standaardmachines opgestuurd, die hij meteen begon te bewerken. De race was bedoeld voor motorfietsen tot 750 cc en de kleine Yamaha's moesten het opnemen tegen machines die meer dan 100 pk op de been brachten. Jarno Saarinen won de race met een TZ 350 A, maar onder de eerste tien finishers waren zes Yamaha's. De Yamaha's haalde hun voordeel in het gewicht, maar ook in het lage brandstofverbruik. Daardoor hoefden ze slechts één pitstop te maken, terwijl de concurrenten minstens twee keer moesten tanken. In het wereldkampioenschap wegrace werd John Dodds de beste privérijder met de Yamaha TZ 350 A: hij eindigde als vierde in het kampioenschap, maar had derde kunnen worden als hij tijdens de Spaanse Grand Prix niet was uitgevallen door een gebroken schakelpedaal. Hij had daar al op poleposition gestaan en ook de snelste ronde gereden en hij reed op het moment van uitvallen aan de leiding van de race. 

## 1973-1976: Yamaha OW 16 (YZR 350)
1973/1974
De Yamaha OW 16, die officieel "YZR 350" heette, was wel sterk gewijzigd ten opzichte van de YZ 634. Het was een volledig nieuw ontworpen machine, met nieuw gegoten gewijzigde carters en een daarop aangepast frame. De machine had magnesium carters, carburateurs en ook de trommelrem in het achterwiel was van magnesium. Ook de krukassen waren lichter uitgevoerd. In het voorwiel zat een enkele schijfrem en achter was de nieuwe Yamaha-monoshockvering toegepast. Het hoofdframe was korter vanwege het kleinere carter en het achterframe langer dan bij de TZ 350. De machine woog slechts 90 kg, maar kende in het begin wel een aantal problemen. Länsivuori viel in het seizoen 1974 tijdens de GP des Nations uit door een krukasbreuk en tijdens de TT van Assen door een kettingbreuk, die werd veroorzaakt door een breuk in het frame. 
1975
Voor het seizoen 1975 werden de OW 16's op aanwijzing van Giacomo Agostini licht gewijzigd. Voor een betere gewichtsverdeling werd het blok wat meer naar voren geplaatst en werd ook de achterbrug korter. Vanaf 1975 zijn de machines uitgerust met 'Monoshock' achtervering. Men experimenteerde voortdurend met de frames en achtervorken.  Aan het einde van dit jaar maakte Yamaha bekend voorlopig de fabrieksactiviteiten in de wegrace stil te leggen. 
1976
In 1976 werd de OW 16 niet meer doorontwikkeld, maar wel nog steeds ingezet door Johnny Cecotto. 

### Resultaten
1973
Yamaha begon voortvarend aan het seizoen 1973. Er werd een 32-man sterk fabrieksteam op poten gezet met als hoogtepunt de Yamaha TZ 500 voor Kanaya en Saarinen. Maar ook de lichte klassen kregen nieuwe, watergekoelde machines: de 250cc-Yamaha TZ 250 productieracer en Yamaha OW 17 fabrieksracer en de 350cc-Yamaha TZ 350 productieracer en OW 16 fabrieksracer. Na het dodelijke ongeval van Jarno Saarinen en Renzo Pasolini tijdens de Grand Prix des Nations op Monza trok Yamaha dit fabrieksteam voor de rest van het seizoen terug, men stelde de 250 (OW17) en de 350 (OW16) inclusief monteurs vanaf Assen beschikbaar aan Teuvo Länsivuori onder de naam van de Finse importeur Arwidson. Vanaf Assen werd pas voor het eerst de 350cc versie van de 250cc OW17 ingezet  en hij maakte het seizoen af met een tweede plaats achter Agostini. Dat had een eerste plaats kunnen zijn als hij tijdens de Grand Prix van Joegoslavië van start was gegaan. Die werd om veiligheidsredenen geboycot door MV Agusta. Arwidson was solidair met MV Agusta en oefende druk uit op Länsivuori om van een start af te zien. 
1974
In het seizoen 1974 kwam Giacomo Agostini over naar Yamaha. Bij MV Agusta werd hij opgevolgd door Phil Read, maar de Italianen hadden grote problemen. MV Agusta kwam in de 350cc-klasse enkele malen aan de start, maar verscheen niet meer in de vierde race, de GP des Nations. Men achtte de MV Agusta 350 4C kansloos en een nieuwe machine, die in ontwikkeling was, was nog lang niet klaar. Read finishte in geen enkele race en het team van MV Agusta bleef in de 350cc-klasse zelfs zonder punten. Agostini won vijf van de tien GP's, terwijl ook Dieter Braun (tweede in het wereldkampioenschap), John Dodds (vierde in het wereldkampioenschap) en Bruno Kneubühler gedeeltelijke fabriekssteun kregen. 
1975
Yamaha (en Agostini) hadden in het seizoen 1975 wellicht meer tegenstand verwacht van Aermacchi-Harley-Davidson, maar Walter Villa gebruikte de 350cc-trainingen vooral om voorbereid te zijn voor de 250cc-races (waarin hij ook wereldkampioen werd). Er kwam wel tegenstand uit de eigen hoek: tijdens de Daytona 200 maakte de Venezolaan Johnny Cecotto veel indruk en hij versloeg met zijn TZ 350 B Agostini al in de openingsrace, nadat hij ook de 250cc-race al had gewonnen. Toen Cecotto in de Spaanse GP tweede werd, nam Yamaha hem op in het fabrieksteam en kreeg hij ook de beschikking over de OW 16 van testrijder Hideo Kanaya. Cecotto versloeg Agostini opnieuw in een rechtstreeks duel tijdens de GP des Nations en tijdens de TT van Assen deden ze het allebei slecht. Het podium bestond uitsluitend uit TZ 350-rijders: Dieter Braun, Pentti Korhonen en Alex George. Zo moest Agostini de Finse GP wel winnen om nog wereldkampioen te worden, maar dat gebeurde niet: Cecotto won en Agostini wist met moeite Patrick Pons achter zich te houden. In de GP van Tsjecho-Slowakije viel Agostini in de vijfde ronde uit. Op dat moment was Cecotto 350cc-wereldkampioen, ondanks het feit dat hij zelf door een gebroken schakelpedaal ook moest opgeven. 
1976
De ontwikkeling van de OW 16 werd gestaakt, maar de fabrieksrijders gebruikten de machine in het seizoen 1976 nog steeds. Giacomo Agostini was weer teruggekeerd naar MV Agusta, maar zijn MV Agusta 350 4C viertaktmotor kon nauwelijks aan de nieuwe geluidsnormen voldoen en hij speelde geen rol van betekenis. Johnny Cecotto, hoewel officieel in dienst van de Venezolaanse importeur Venemotos, kreeg nog steeds fabriekssteun. Hij presteerde echter zeer wisselvallig en moest de wereldtitel overdragen aan Walter Villa met de Harley-Davidson. 

## 1974-1975: Yamaha TZ 350 B
1974

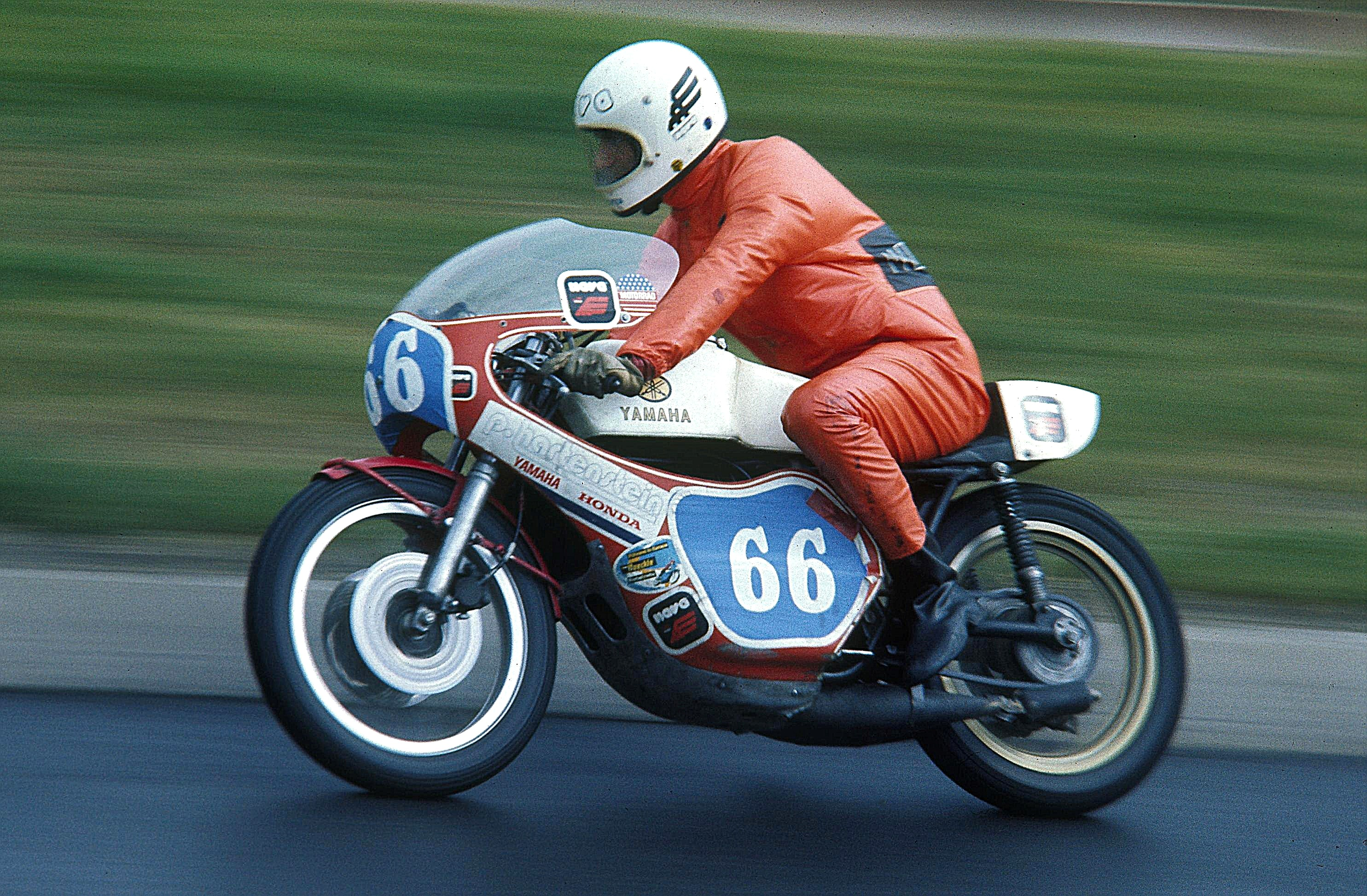
Helmut Dähne met de Yamaha TZ 350 B op de Nürburgring

De Yamaha TZ 350 B die in 1974 op de markt kwam verschilde nauwelijks van de TZ 350 A, maar dat was ook niet nodig. Privérijders konden met de TZ 350 B, maar ook met de (veel) oudere typen heel goed uit de voeten bij gebrek aan concurrentie. Daarom moesten ze tot 1976 wachten op grotere veranderingen. In het seizoen 1974 bestond de WK-eindstand bijna uitsluitend uit Yamaha's. De lijst werd alleen onderbroken door de fabrieks-Harley-Davidson RR 350's van Michel Rougerie (zevende) en Walter Villa (zestiende). 
1975
Ook in 1975 had de Yamaha TZ 350 B geen concurrentie van betekenis. Als de fabrieksrijders problemen hadden konden privérijders zelfs winnen: Dieter Braun won de TT van Assen en Otello Buscherini won de GP van Finland. Bij afwezigheid van de grote sterren won Charlie Williams de Junior TT en Pentti Korhonen won de GP van Joegoslavië. 

## 1976: Yamaha TZ 350 C
Nu Yamaha had besloten geen nieuwe fabrieksracers meer te ontwikkelen werd de TZ 350 C grotendeels vernieuwd. Net als de OW 16 kreeg de machine nu ook de monoshock-achtervering en schijfremmen met dubbelzuiger remklauwen. De koppeling en het uitlaatspruitstuk werden verbeterd en (opgegeven) vermogen werd iets hoger. 

## 1977: Yamaha TZ 350 D

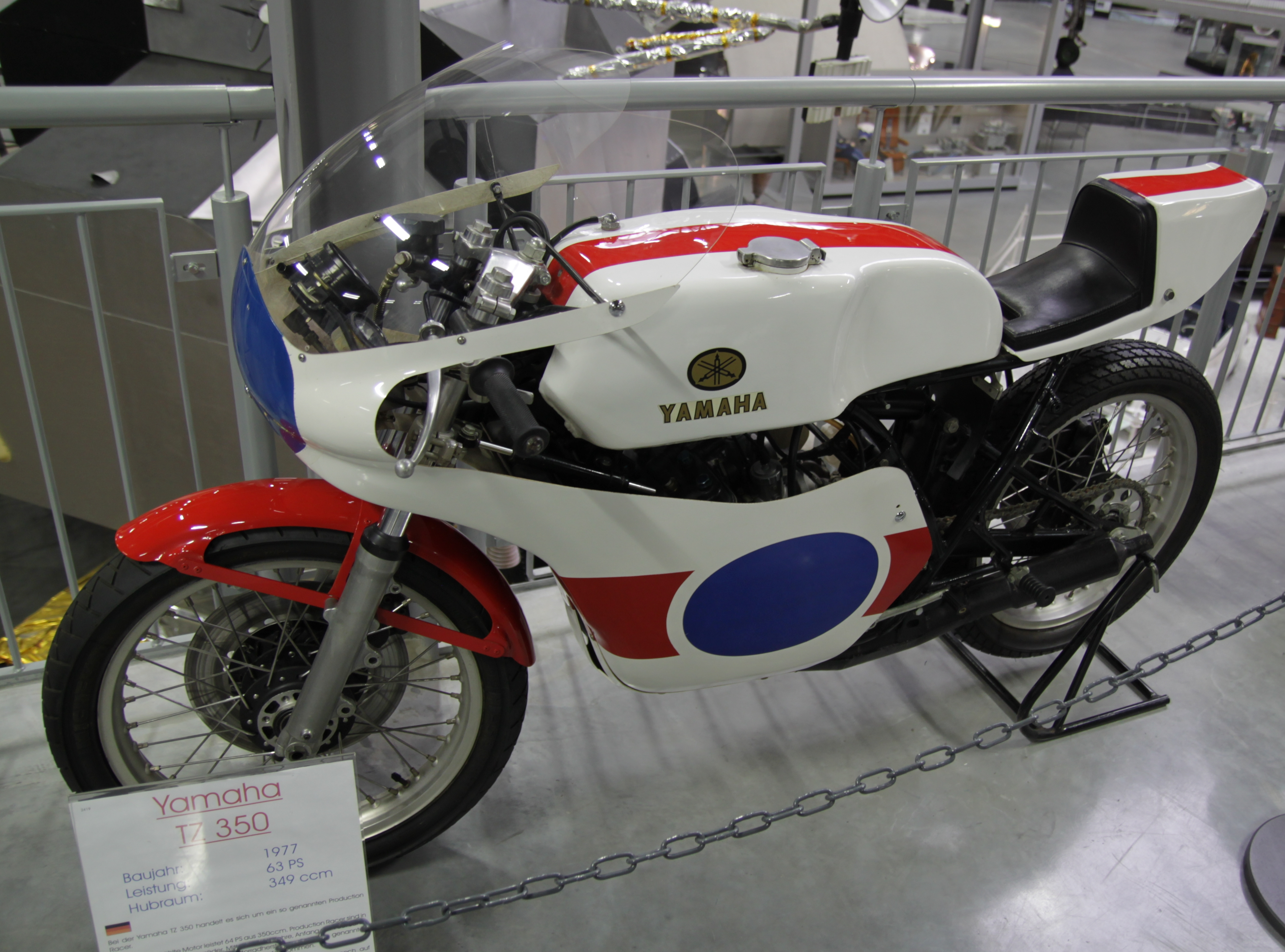
Yamaha TZ 350 D

Met het verschijnen van de TZ 350 D in 1977 kwamen er opnieuw slechts kleine wijzigingen. De poorttiming en de zuigers werden gewijzigd en de uitlaatpijpen bestonden uit één stuk en waren vrij grillig gevormd om ze tussen de framebuizen te laten passen. Wel konden de uitlaatdempers nu verwijderd worden. De cilinderkoppen werden anders waardoor de bougies nu enigszins schuin stonden en de compressieverhouding iets groter werd. Het vermogen steeg opnieuw licht tot 64 pk.

## 1977: Yamaha 350 driecilinder
In het seizoen 1977 verscheen er een driecilinder Yamaha op de circuits, maar die was niet gebouwd in Japan. Het idee voor een driecilinder stamde eigenlijk van zijspancoureur Rudi Kurth die in 1975 was begonnen met de bouw van een driecilinder 500cc-machine gebaseerd op drie cilinders van de TZ 350. Door de slag tot 51,8 mm terug te brengen kwam die machine aan 499,9 cc, maar Kurth kreeg de machine niet betrouwbaar. Het idee werd opgepikt door de Nederlanders Ferry Brouwer en Jerry van der Heiden, die met steun van de directeur van Yamaha-Nederland, Minoru Tanaka, begonnen te bouwen aan een 500cc-driecilinder voor Kees van der Kruys. Toen die in de Belgische GP van 1976 meteen als zestiende finishte en daarmee bewees dat de machine betrouwbaar was, begon het 350cc-project. Brouwer en van der Heiden wilden graag machines bouwen voor een Grand Prix-team en Tanaka had daar wel oren naar, hoewel er van fabriekswege geen interesse was. Kent Andersson, die zijn racecarrière had beëindigd, werd aangetrokken als projectleider en ook Trevor Tilbury en Rudi Kurth werden erbij betrokken. Het motorblok werd aanvankelijk in een TZ 350-frame gehangen, maar de aangelaste derde cilinder stak aan de linkerkant zo ver uit dat hij in bochten over de grond schraapte. Daarom bouwden zowel Nico Bakker als Spondon Engineering aangepaste frames, waarin het blok nog steeds niet helemaal symmetrisch was gemonteerd. Er werden vijf driecilinder motorblokken gebouwd, maar slechts twee complete motorfietsen. Die kwamen in handen van Giacomo Agostini en Takazumi Katayama. Voor Agostini werden schakel- en rempedaal omgedraaid, want hij was (bij MV Agusta) gewend rechts te schakelen. Ago had ook een voorkeur voor een Marzocchi-voorvork. 

### Resultaten
Bij GP van Venezuela waren de machines nog niet klaar (Cecotto won met een TZ 350 D) en de GP van Oostenrijk werd stilgelegd na een ernstig ongeluk waarbij Hans Stadelmann om het leven kwam en Cecotto, Franco Uncini, Dieter Braun en Patrick Fernandez gewond raakten. Katayama won de 350cc-GP van Duitsland, waar Agostini tweede werd. Agostini hield het daarna voor gezien met de driecilinder. Hij koos voor de lichtere en meer wendbare TZ 350 D en dat deed Katayama voor de bochtige stuurcircuits als Opatija en Assen ook. Hij won de Franse Grand Prix en de Zweedse Grand Prix en uiteindelijk stelde hij zijn eerste wereldtitel veilig met een overwinning in de Grand Prix van Finland. Katayama kon niet starten in de Grand Prix van Tsjecho-Slowakije en het team reisde ook niet naar de Britse GP.  

## 1978: Yamaha TZ 350 E
De TZ 350 E kreeg vernieuwd frame, maar dat was de enige grote verandering. 

## 1979: Yamaha TZ 350 F
Sinds de komst van de TZ 350 C was er slechts weinig veranderd aan de 350cc-Yamaha's, waardoor het concept intussen drie jaar oud was. Bovendien kwam er concurrentie van de Harley-Davidson RR 350, die enkele pk's sterker en enkele kilo's lichter was en ook als productieracer werd aangeboden. 
De motor kreeg zespoorts cilinders, lichtere drijfstangen en zuigers en 38mm-carburateurs. Deze maatregelen waren vooral getroffen om het vermogen in het middengebied te verbeteren. De uitlaten werden gekruist om ze qua lengte binnen de FIM-reglementen te houden. Ook het frame werd weer vernieuwd, maar het had de neiging bij het balhoofd te breken. De swingarm achter was van een aluminium kokerprofiel. De telescoopvork was drievoudig instelbaar en kreeg een nieuw binnenwerk om het stuiteren waar rijders over klaagden uit te bannen. 

## 1980: Yamaha TZ 350 G
De TZ 350 G bracht ten opzichte van de F maar weinig wijzigingen. Wel waren de zwakke drijfstangen weer vervangen en werden de zuigermantels verstevigd. 

## 1981-1982: Yamaha TZ 350 H
Ook de "H" bracht geen echte wijzigingen meer. In afwachting van het afschaffen van de 350cc-klasse na het seizoen 1982 had dat ook geen zin: De machines werden nog steeds goed verkocht, hoewel veel coureurs de voorkeur gaven aan frames van Bimota om de stuurkwaliteiten te verbeteren. Qua fabrieksracers droeg Yamaha het stokje over aan Kawasaki, dat in 1981 en 1982 de wereldtitel binnen haalde, maar de privérijders kozen nog steeds voor Yamaha. 

## Technische gegevens
| Yamaha                         | TZ 350 A                               | OW 16                                  | TZ 350 B                               | TZ 350 c                               | TZ 350 D                               | 350 3C                                        | TZ 350 E                               | TZ 350 F                               | TZ 350 G                               | TZ 350 H                               |           |
| ------------------------------ | -------------------------------------- | -------------------------------------- | -------------------------------------- | -------------------------------------- | -------------------------------------- | --------------------------------------------- | -------------------------------------- | -------------------------------------- | -------------------------------------- | -------------------------------------- | --------- |
| Periode                        | 1973                                   | 1973-1976                              | 1974-1975                              | 1976                                   | 1977                                   | 1977                                          | 1978                                   | 1979                                   | 1980                                   | 1981-1983                              |           |
| Categorie                      | productieracer                         | fabrieksracer                          | productieracer                         | productieracer                         | productieracer                         | semi-fabrieksracer                            | productieracer                         | productieracer                         | productieracer                         | productieracer                         |           |
| Motortype                      | tweetakt                               | tweetakt                               | tweetakt                               | tweetakt                               | tweetakt                               | tweetakt                                      | tweetakt                               | tweetakt                               | tweetakt                               | tweetakt                               |           |
| Bouwwijze                      | dwarsgeplaatste tweecilinder lijnmotor | dwarsgeplaatste tweecilinder lijnmotor | dwarsgeplaatste tweecilinder lijnmotor | dwarsgeplaatste tweecilinder lijnmotor | dwarsgeplaatste tweecilinder lijnmotor | dwarsgeplaatste driecilinder lijnmotor        | dwarsgeplaatste tweecilinder lijnmotor | dwarsgeplaatste tweecilinder lijnmotor | dwarsgeplaatste tweecilinder lijnmotor | dwarsgeplaatste tweecilinder lijnmotor |           |
| Koeling                        | water                                  | water                                  | water                                  | water                                  | water                                  | water                                         | water                                  | water                                  | water                                  | water                                  |           |
| Brandstoftoevoer               | zuigergestuurd                         | zuigergestuurd                         | zuigergestuurd                         | zuigergestuurd                         | zuigergestuurd                         | zuigergestuurd                                | zuigergestuurd                         | zuigergestuurd                         | zuigergestuurd                         | zuigergestuurd                         |           |
| Carburateurs                   | 2 × Mikuni VM 34 SC                    | 2 × Mikuni 34 mm (magnesium)           | 2 × Mikuni VM 34 SC                    | 2 × Mikuni VM 34 SC                    | 2 × Mikuni VM 34 SC                    | 3 × Lectron 34 mm                             | 2 × Mikuni VM 34 SC                    | 2 × Mikuni VM 38 SS                    | 2 × Mikuni VM 38 SS                    | 2 × Mikuni VM 38 SS                    |           |
| Ontsteking                     | Hitachi CDI                            | Hitachi CDI                            | Hitachi CDI                            | Hitachi CDI                            | Hitachi CDI                            | Kröber elektronische ontsteking               | Hitachi CDI                            | Hitachi CDI                            | Hitachi CDI                            | Hitachi CDI                            |           |
| boring                         | 64 mm                                  | 64 mm                                  | 64 mm                                  | 64 mm                                  | 64 mm                                  | 54 mm                                         | 64 mm                                  | 64 mm                                  | 64 mm                                  | 64 mm                                  |           |
| slag                           | 54 mm                                  | 54 mm                                  | 54 mm                                  | 54 mm                                  | 54 mm                                  | 50,5 mm                                       | 54 mm                                  | 54 mm                                  | 54 mm                                  | 54 mm                                  |           |
| Cilinderinhoud                 | 347,4 cc                               | 347,4 cc                               | 347,4 cc                               | 347,4 cc                               | 347,4 cc                               | 347,0 cc                                      | 347,4 cc                               | 347,4 cc                               | 347,4 cc                               | 347,4 cc                               |           |
| Smeersysteem                   | mengsmering                            | mengsmering                            | mengsmering                            | mengsmering                            | mengsmering                            | mengsmering                                   | mengsmering                            | mengsmering                            | mengsmering                            | mengsmering                            |           |
| Compressieverhouding           | 7,04:1                                 | onbekend                               | 7,4:1                                  | 7,4:1                                  | 7,5:1                                  | onbekend                                      | 7,5:1                                  | 6,9:1                                  | 6,9:1                                  | 6,9:1                                  |           |
| Max. Vermogen (fabrieksopgave) | 60 pk (44,1 kW) bij 9.500 tpm          | 70 pk (51,5 kW) bij 11.000 tpm         | 60 pk (44,1 kW) bij 9.500 tpm          | 62 pk (45,6 kW) bij 10.500 tpm         | 64 pk (47,0 kW) bij 10.500 tpm         | 80 pk (58,8 kW) bij 11.500 tpm                | 64 pk (47,0 kW) bij 10.500 tpm         | 72 pk (53,0 kW) bij 11.000 tpm         | 72 pk (53,0 kW) bij 11.000 tpm         | 72 pk (53,0 kW) bij 11.000 tpm         |           |
| Max. Vermogen (gemeten)        | 68 pk (50,0 kW) bij 10.800 tpm         |                                        |                                        |                                        |                                        | 80 pk (58,8 kW) bij 11.500 tpm                |                                        |                                        |                                        |                                        |           |
| Koppeling                      | meervoudige droge platenkoppeling      | meervoudige droge platenkoppeling      | meervoudige droge platenkoppeling      | meervoudige droge platenkoppeling      | meervoudige droge platenkoppeling      | meervoudige droge platenkoppeling             | meervoudige droge platenkoppeling      | meervoudige droge platenkoppeling      | meervoudige droge platenkoppeling      | meervoudige droge platenkoppeling      |           |
| Versnellingen                  | 6                                      | 6                                      | 6                                      | 6                                      | 6                                      | 6                                             | 6                                      | 6                                      | 6                                      | 6                                      |           |
| Secundaire aandrijving         | kettingaandrijving                     | kettingaandrijving                     | kettingaandrijving                     | kettingaandrijving                     | kettingaandrijving                     | kettingaandrijving                            | kettingaandrijving                     | kettingaandrijving                     | kettingaandrijving                     | kettingaandrijving                     |           |
| frame                          | dubbel wiegframe                       | dubbel wiegframe                       | dubbel wiegframe                       | dubbel wiegframe                       | dubbel wiegframe                       | Bakker of Spondon dubbel wiegframe naar keuze | dubbel wiegframe                       | dubbel wiegframe                       | dubbel wiegframe                       | dubbel wiegframe                       |           |
| Vering voor                    | telescoopvork                          | telescoopvork                          | telescoopvork                          | telescoopvork                          | telescoopvork                          | telescoopvork                                 | telescoopvork                          | telescoopvork                          | telescoopvork                          | telescoopvork                          |           |
| Vering achter                  | swingarm met twee demperelementen      | monoshock                              | swingarm met twee demperelementen      | monoshock                              | monoshock                              | monoshock                                     | monoshock                              | monoshock                              | monoshock                              | monoshock                              | monoshock |
| Remmen                         | trommelremmen voor en achter           | schijfrem voor, trommelrem achter      | trommelremmen voor en achter           | schijfremmen voor en achter            | schijfremmen voor en achter            | schijfremmen voor en achter                   | schijfremmen voor en achter            | schijfremmen voor en achter            | schijfremmen voor en achter            | schijfremmen voor en achter            |           |
| gewicht                        | 115 kg droog                           | 90 kg droog                            | 115 kg droog                           | 118 kg droog                           | 118 kg droog                           | 126 kg droog                                  | 118 kg droog                           | 109 kg droog                           | 109 kg droog                           | 109 kg droog                           |           |
| Voorganger                     | TR 3                                   | YZ 634                                 | TZ 350 A                               | TZ 350 B                               | TZ 350 C                               | geen                                          | TZ 350 D                               | TZ 350 E                               | TZ 350 F                               | TZ 350 G                               |           |
| Opvolger                       | TZ 350 B                               | geen                                   | TZ 350 C                               | TZ 350 D                               | TZ 350 E                               | geen                                          | TZ 350 F                               | TZ 350 G                               | TZ 350 H                               | geen                                   |           |